# Manfred Stolpe
Manfred Stolpe (ur. 16 maja 1936 w Szczecinie, zm. 29 grudnia 2019 w Poczdamie) – niemiecki prawnik, działacz kościelny i polityk, premier Brandenburgii (1990–2002), minister transportu, budownictwa i mieszkalnictwa (2002–2005).

## Życiorys
Urodził się w Szczecinie w rodzinie prawnika. Po uzyskaniu matury w Greifswaldzie studiował prawo na Uniwersytecie w Jenie (dyplom w 1959), był również studentem Wolnego Uniwersytetu Berlina. Od końca lat 50. zaangażowany w działalność w Kościele Ewangelickim Berlina, Brandenburgii i śląskich Górnych Łużyc. Był etatowym pracownikiem administracji kościelnej, w latach 1969–1981 pełnił obowiązki dyrektora sekretariatu Związku Kościołów Ewangelickich w NRD. W 1982 został prezesem konsystorza regionu wschodniego Kościoła Ewangelickiego Berlina, Brandenburgii i śląskich Górnych Łużyc, a w okresie 1982–1989 pełnił obowiązki wiceprzewodniczącego Związku Kościołów Ewangelickich w NRD (BEK).
W 1990 został członkiem Socjaldemokratycznej Partii Niemiec. 1 listopada 1990, po zjednoczeniu Niemiec, objął funkcję premiera Brandenburgii, którą pełnił do 2002, stojąc na czele rządów: koalicyjnych w ramach tzw. koalicji sygnalizacji świetlnej (1990–1994), samodzielnych (1994–1998) i koalicyjnych z CDU (1998–2002). Należał do zwolenników i inicjatorów zjednoczenia landów Berlin i Brandenburgia, które ostatecznie nie doszło do skutku. Był jednocześnie deputowanym do landtagu z okręgu jednomandatowego Chociebuż. Po wyborach w 2002 został mianowany ministrem transportu, budownictwa i mieszkalnictwa w federalnym rządzie Gerharda Schrödera. Urząd ten sprawował do 2005.
W latach komunistycznych był wieloletnim współpracownikiem służby bezpieczeństwa NRD (Stasi).

## Odznaczenia i wyróżnienia
Wyróżniony tytułem doktora honoris causa przez Uniwersytet Szczeciński. W 2002 został odznaczony Krzyżem Komandorskim z Gwiazdą Orderu Zasługi Rzeczypospolitej Polskiej, w 2006 otrzymał Odznakę Honorową za Zasługi dla Województwa Lubuskiego.